# Jardín Oficinal de Marzana
El Jardín Oficinal de Marzana (en italiano: Giardino Officinale di Marzana) es un jardín de propiedad municipal con unos 55.000 m² de extensión de los cuales una buena parte está habilitado como jardín botánico, en Marzana, en Verona, Italia. Su código de reconocimiento internacional como institución botánica, así como las siglas de su herbario es VR.

## Localización
Es un parque rodeado de Naturaleza a unos pocos kilómetros de la ciudad de Verona. 
Giardino Officinale Marzana (VR), Corpo forestale di Verona, Marzana, Provincia de Verona, Veneto, Italia.45°30′8.64″N 11°0′50.0394″E / 45.5024000, 11.013899833
Los días de apertura dependen de las épocas del año. Se cobra una tarifa de entrada.

## Historia
El jardín fue creado en 1980 por el "Corpo forestale di Verona". 

## Colecciones
Esta alberga fundamentalmente plantas de interés médico y farmacéutico procedentes de las Américas, África, y Rusia.
Pero además también tiene:
- Plantas de uso en perfumes y cosméticos.
- Plantas aromáticas cultivadas y espontáneas,
- Olivar, con olivos de diversas variedades
- Frutales
- Viña
- Plantas de interés apícola.